# Tinodes curvatus
Tinodes curvatus är en nattsländeart som beskrevs av Martynov 1934. Tinodes curvatus ingår i släktet Tinodes och familjen tunnelnattsländor. Inga underarter finns listade i Catalogue of Life.